# Хлорид рения(III)
Хлорид рения(III) — неорганическое соединение, соль металла рения и соляной кислоты с формулой ReCl3, тёмно-красные кристаллы, растворяется в холодной воде, образует кристаллогидрат.

## Получение
- Диспропорционирование при нагревании хлорида рения(IV):

{\displaystyle {\mathsf {2ReCl_{4}\ {\xrightarrow {300^{o}C,N_{2}}}\ ReCl_{3}+ReCl_{5}}}}
- Разложение при нагревании хлорида рения(V):

{\displaystyle {\mathsf {ReCl_{5}\ {\xrightarrow {330^{o}C,N_{2}}}\ ReCl_{3}+Cl_{2}}}}

## Физические свойства
Хлорид рения(III) образует тёмно-красные кристаллы, которые состоят из треугольных кластеров Re3Cl9.
Образует кристаллогидрат состава ReCl3•2H2O.
Растворяется в холодной воде, ацетоне, ледяной уксусной кислоте, этаноле, диэтиловом эфире, диоксане.

## Химические свойства
- Разлагается при нагревании в вакууме:

{\displaystyle {\mathsf {2ReCl_{3}\ {\xrightarrow {360-600^{o}C,vacuum}}\ 2Re+3Cl_{2}}}}
- Медленно реагирует с водой в инертной атмосфере:

{\displaystyle {\mathsf {2ReCl_{3}+(n+3)H_{2}O\ {\xrightarrow {H_{2}}}\ Re_{2}O_{3}\cdot nH_{2}O\downarrow +6HCl}}}
- Реагирует с щелочами:

{\displaystyle {\mathsf {2ReCl_{3}+6NaOH\ {\xrightarrow {}}\ Re_{2}O_{3}\downarrow +6NaCl+3H_{2}O}}}
- С концентрированной соляной кислотой образует хлорокомплексы:

{\displaystyle {\mathsf {3ReCl_{3}+3HCl\ {\xrightarrow {}}\ H_{3}[Re_{3}Cl_{12}]}}}
- С хлоридами образует комплексы:

{\displaystyle {\mathsf {3ReCl_{3}+3RbCl\ {\xrightarrow {}}\ Rb_{3}[Re_{3}Cl_{12}]\downarrow }}}
- При нагревании окисляется кислородом воздуха:

{\displaystyle {\mathsf {ReCl_{3}+O_{2}\ {\xrightarrow {400^{o}C}}\ ReOCl_{3},ReO_{3}Cl}}}
- Восстанавливается водородом:

{\displaystyle {\mathsf {2ReCl_{3}+3H_{2}\ {\xrightarrow {250-300^{o}C}}\ 2Re+6HCl}}}